# John Francis Bentley
John Francis Bentley, född 30 januari 1839 i Doncaster, död 2 mars 1902 i London, var en brittisk arkitekt, mest känd för att ha ritat Westminster Cathedral i London. Bentley ritade främst i eklektisk stil.
Bentley öppnade sin arkitektbyrå 1862 i London. Han ritade främst kyrkor, bland andra Holy Rood Church i Watford och St Luke's Church i Chiddingstone Causeway men även andra byggnader såsom skolor. Bentley ritade även inredning och tillbyggnationer till redan existerande kyrkor, bland annat till St Francis Church i London.
1894 fick han i uppdrag att rita Westminster Cathedral, som skulle komma att bli hans mest kända verk. Han dog dock 1902, innan bygget hann slutföras.